# Synagoga Wielka w Katowicach
Synagoga Wielka w Katowicach (niem. Große Synagoge) – największa przedwojenna synagoga w Katowicach, która znajdowała przy ulicy A. Mickiewicza, na terenie współczesnej dzielnicy Śródmieście. Była jednym z najbardziej charakterystycznych budynków miasta.
Uroczyście otwarta 12 października 1900 roku w święto Rosz ha-Szana. Została spalona 8 września 1939 roku w czasie II wojny światowej, a następnie rozebrana pomiędzy wrześniem 1939 roku a lutym 1940 roku. W jej miejscu utworzono plac Synagogi oraz postawiono pamiątkową tablicę.

## Historia

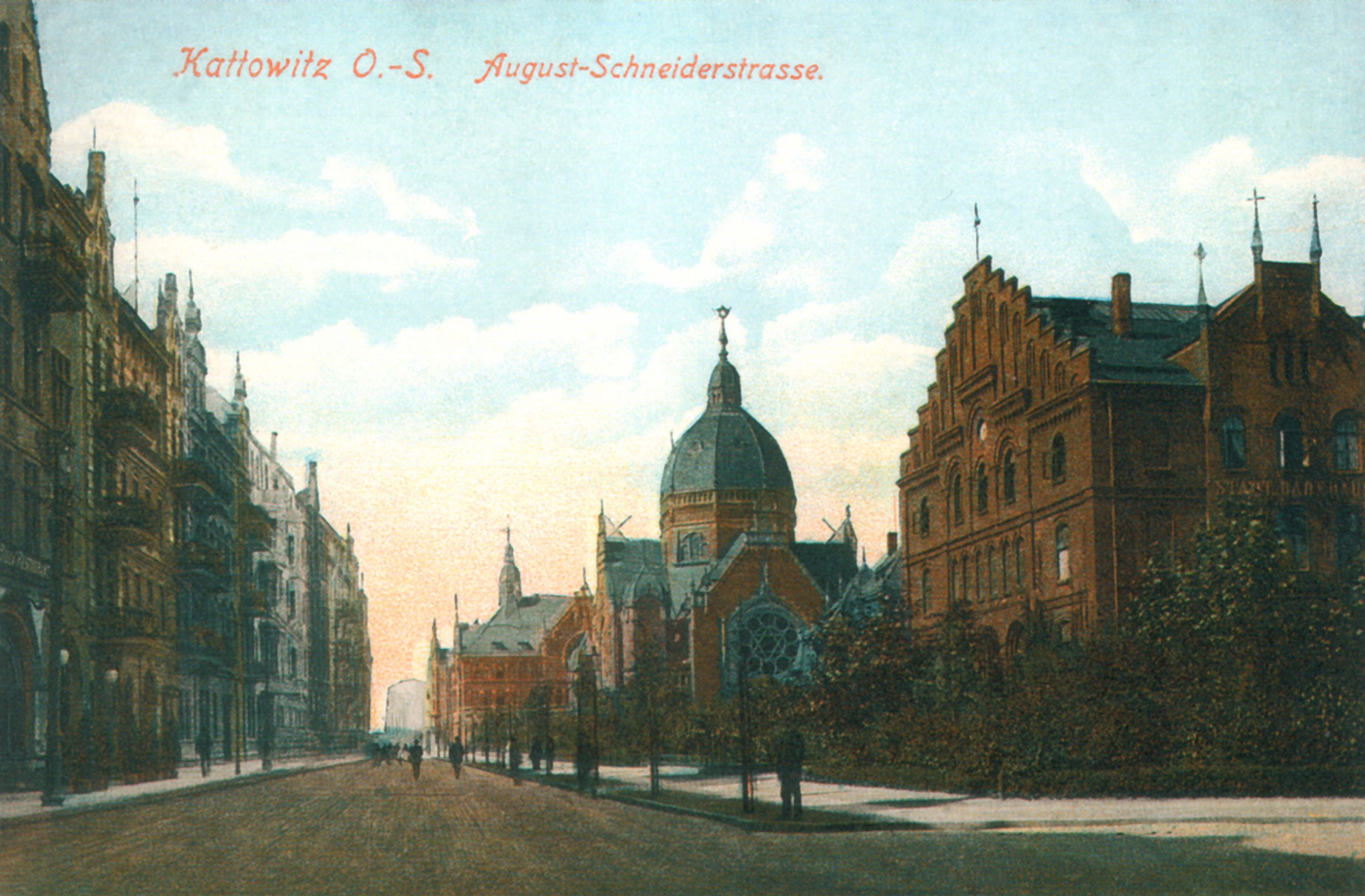
Późn. ulica A. Mickiewicza wraz z Synagogą Wielką (pośrodku) na pocztówce z początku XX wieku

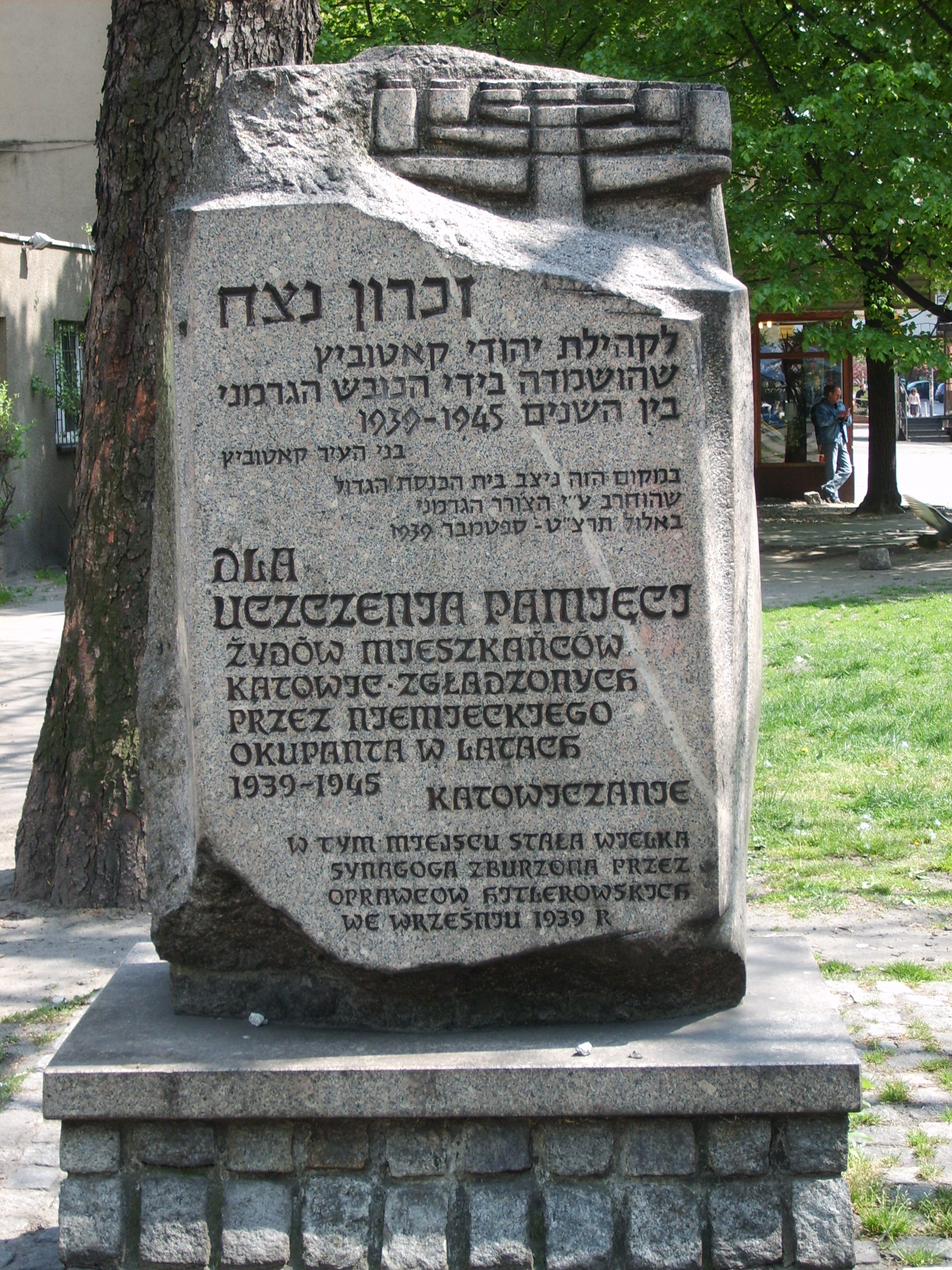
Pomnik na placu Synagogi (2007)

Koncepcje budowy nowej większej synagogi narodziły się około 1890 roku i wtedy to również wystosowano petycję podpisaną przez 175 osób z prośbą o zezwolenie na budowę nowej, większej synagogi. Głównymi powodami budowy była zbyt mała pojemność Synagogi Starej oraz zbyt wielkie różnice między Żydami konserwatywnymi, którzy uczęszczali do starej synagogi a Żydami reformowanymi, zwolennikami asymilacji kulturowej. 10 sierpnia 1898 roku Policja Budowlana w Katowicach wydała pozwolenie na budowę synagogi.
Wcześniej, bo w 1897 roku inicjatorzy budowy zakupili od władz miejskich, z własnych funduszy za sumę 6 tys. marek, plac przy ówczesnej August-Schneiderstraße (późniejszej ulicy Adama Mickiewicza). Działka o powierzchni 4400 m² była na tyle duża, że postanowiono na niej wybudować mykwę, szechitę oraz piekarnię macy. Etapem rozpoczynającym budowę synagogi w 1896 roku było położenie kamienia węgielnego przez ówczesnego rabina katowickiego Salomona Wienera. Projekt synagogi wykonali katowiccy architekci Max i Hugo Grünfeld, synowie Ignatza Grünfelda – architekta i budowniczego starej synagogi. Prace budowlane zakończono w 1900 roku, które kosztowały ponad 500 tys. marek.
Uroczyste otwarcie synagogi nastąpiło w święto Rosz ha-Szana, w środę 12 września 1900 roku. W 1901 roku w synagodze odbył się Światowy Kongres Syjonistyczny.
Przed I wojną światową, pomiędzy skrzyżowaniem Meisterstraße (obecnie ulica F. Chopina), August-Schneiderstraße (obecnie ulica A. Mickiewicza) i Teichstraße (obecnie ulica Stawowa), a Kurfürstenstraße (obecnie ulica ks. P. Skargi), przy Synagodze Wielkiej istniał Tiele-Winckler Platz (pol. plac Tiele-Wincklerów).
W pobliżu Synagogi Wielkiej wzniesiono w latach 1937–1938 pięciopiętrowy budynek, w którym mieścił się dom modlitwy oraz siedziba instytucji gminnych.
Synagoga przetrwała niespełna cztery dekady – 8 września 1939 roku została podpalona z dwóch wozów pancernych przez Niemców, którzy 6 dni wcześniej wkroczyli do Katowic. Kiedy ruiny dogasły, przekopano piwnice w poszukiwaniu kosztowności, ale nie znaleziono nic oprócz niedopalonych zwojów Tory. 20 września 1939 roku Gmina Synagogalna otrzymała pismo od Niemieckiej Policji Budowlanej nakazujące rozebranie pozostałych ruin synagogi na własny koszt, natomiast 23 lutego 1940 roku Policja Budowlana złożyła wniosek do Urzędu Pomiaru o wykreślenie z miejskiego planu rzutu Synagogi. Z kolei w części niezniszczonych budynków gminy ulokowano siedzibę Gestapo.
Pozostałości synagogi rozebrano w 1945 roku, a część cegieł wywieziono na odbudowę Warszawy. Plac po synagodze zaadaptowano na zieleniec. Ocalały budynek gminy żydowskiej natomiast przebudowano i zaadaptowano na przychodnię (pierwotnie budynek objęli komuniści, a później mieściła się tutaj redakcja „Trybuny Robotniczej”). Po wojnie rozważano także odbudowę synagogi, ale z uwagi na koszty z inicjatywy tej zrezygnowano.
Miejscu, na którym stała synagoga, w 1990 roku nadano nazwę placu Synagogi, a pod koniec lat 90. XX wieku zaczęło tutaj funkcjonować targowisko. W lipcu 1988 roku wystawiono pomnik autorstwa Mariana Kicińskiego z treścią w językach polskim i hebrajskim:

Dla uczczenia pamięci Żydów, mieszkańców Katowic – zgładzonych przez niemieckiego okupanta w latach 1939–1945

## Architektura

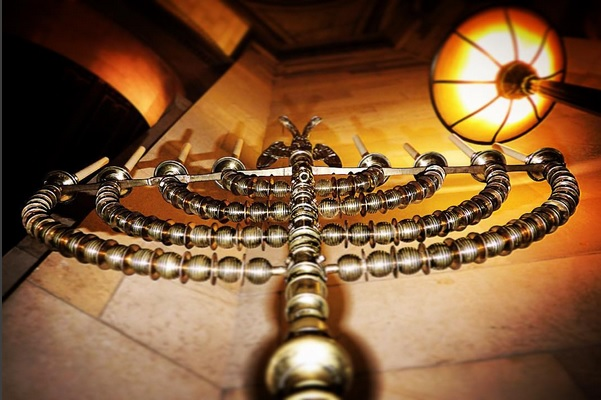
Menora z XIX wieku z katowickiej Synagogi Wielkiej, eksponowana w ratuszu w Los Angeles (2015)

Murowany gmach Synagogi Wielkiej wzniesiono na planie lekko zmodyfikowanego prostokąta, w stylu łączonego neogotyku, neorenesansu, eklektyzmu i stylu neomauretańskiego. Wybudowana została z czerwonej cegły dekorowanej piaskowcową kamieniarką detalu architektonicznego. Architekt podczas projektowania synagogi najprawdopodobniej inspirował się głównie niemieckimi synagogami reformowanymi, m.in. Nową Synagogą w Berlinie czy synagogą w Bochum.
Najbardziej charakterystycznym elementem synagogi była wielka kopuła o żebrowej konstrukcji, znajdująca się bezpośrednio nad główną salą modlitewną. Na jej szczycie umieszczona była latarnia, a nad nią gwiazda Dawida. Kolejnym efektownym elementem były późnogotyckie ogromne okna ozdobione koronkowymi maswerkami oraz naczółki zwieńczone strzelistymi wieżyczkami.
Wewnątrz przed główną salą znajdował się prostokątny przedsionek, w którym mieściły się również szatnie, pokój zaślubin oraz kancelaria. Skrzydła przedsionku zwieńczone były kopułkami. Główna sala modlitewna mogła pomieścić około 1120 osób, po 670 dla mężczyzn i 450 dla kobiet.
Na tyłach zlokalizowane były: budynek administracji gminy żydowskiej (obecnie przychodnia zdrowia), mykwa, rytualna rzeźnia drobiu oraz piekarnia macy.